# Димитър Ковач
Димитър Петров-Ковач е тетевенски будител, общественик и краевед.
Димитър Ковач е роден е в град Сопот на Димитровден на 26 октомври 1850 година. Неговото семейство е многобройно и той е най-малкото дете. Първоначално се изучава и завършва образование в родния си град, след което отива да учи в Ловеч в класното и неделното училище, където научава турски и френски. Поради доброто си представяне като ученик е изпратен в Медицинския колеж в Цариград. След тежко заболяване не успява да учи там и учителства, отначало в Ловеч, по-късно в Торос, където посреща Освободителната война. Укрива се в Плевен, но е уличен като руски шпионин и без малко се спасява от разстрел. След това става преводач на русите. След Освобождението учителства отначало в Гложене, а по-късно в Тетевен. Четири години изкарва във Вакъфската комисия като учител и иконом в занаятчийското училище в село Княжево. От 1885 г. работи като миирови съдия до 1895 г. След почти насилствено преместване в Силистра, Враца и други места през 1895 г. се установява като адвокат в Тетевен.

## Обществена дейност
За нуждите на образованието в Тетевен, по време на адвокатстването си превежда на български език учебниците „История на педагогиката“, „Начална школа“, „Постепенно възпитание“ от Некер де Сосюр и „Всеобща история на педагогиката“ от Юлий Пароц. По това време участва в основаването на църковен хор и е инициатор на създаването на Благотворителния комитет „Бенковски“ и паметника при Кървавото кладенче, както и въздигането на паметниците на наместниците на Георги Бенковски, четниците Сава Младенов и Христо Габровчето.
Димитър Ковач е родоначалник на индустриализацията на Тетевен с построяването през 1910 г. на фабрика „Вит“. По негова инициатива се построява новата сграда на Народно читалище „Съгласие“. Тя е открита тържествено на 8 август 1910 г. със спектакъла „Иванку, убиецът на Асеня“. Успоредно с тези изяви той е и запален турист. Няма връх в Тетевенския Балкан, който да не е посетен от неговият крак.

## Дарителски фонд „Ковач“

### Фонд № 1
На 1 януари 1901 г. Д. Ковач дарява на Ученолюбивото д-во „Съгласие“ в Тетевен 15 015 лв., вложени в Тетевенската земеделска каса. Парите са предназначени за доставяне на книги, списания и вестници за библиотеката и читалнята; изплащане заплатите на секретар-библиотекаря и други служители; закупуване на мебели, канцеларски потреби, подвързване на книги, отопление и осветление на читалището „Съгласие“. Към тях са прибавени и акции от фабриката „Вит“ на стойнбост 100 000 лв. и са управлявани от настоятелството и от проверителната комисия на Ученолюбивото дружество. Известна част от тези пари отиват за покриване на задълженията на дарителят.

### Фонд № 2
В началото на на 1923 г. Ковач, във вид на новогодишен подарък дарява нови 100 000 лв., предназначени за подпомагане на бедни деца, останали сираци от войните, до завършването на образованието им в Тетевен.

### Фонд № 3
На 24 февруари 1923 г. Димитър Ковач дарява 70 акции на индустриално-търговското дружествово „Вита“ с номинална стойност 70 000 лв. и влог в кооперация „Перун“ в размер на 20 000 лв. През 1930 г. внася нови 10 000 лв. в БЗБ, с което капиталът нараства на 100 000 лв. Когато е направена проверка през 1929 г. са установени редица нередности и злоупотреби.

### Фонд „Възпитаници и обучение“
В този фонд от 1931 г. са обединени старите три фонда. На 10 октомври 1932 г. Д. Ковач преобразува средствата в нов фонд под наименование „Духовни беседи и сказки с прожекции“. Управлението му е поверено на тетевенското православно християнско братство „Всех святих“. На 28 януари 1942 г. се провежда съвместно заседание на настоятелството на „Съгласие“ с делегирания член на братството свещеник Ст. Попйорданов.